# 미국의 로마 가톨릭교회

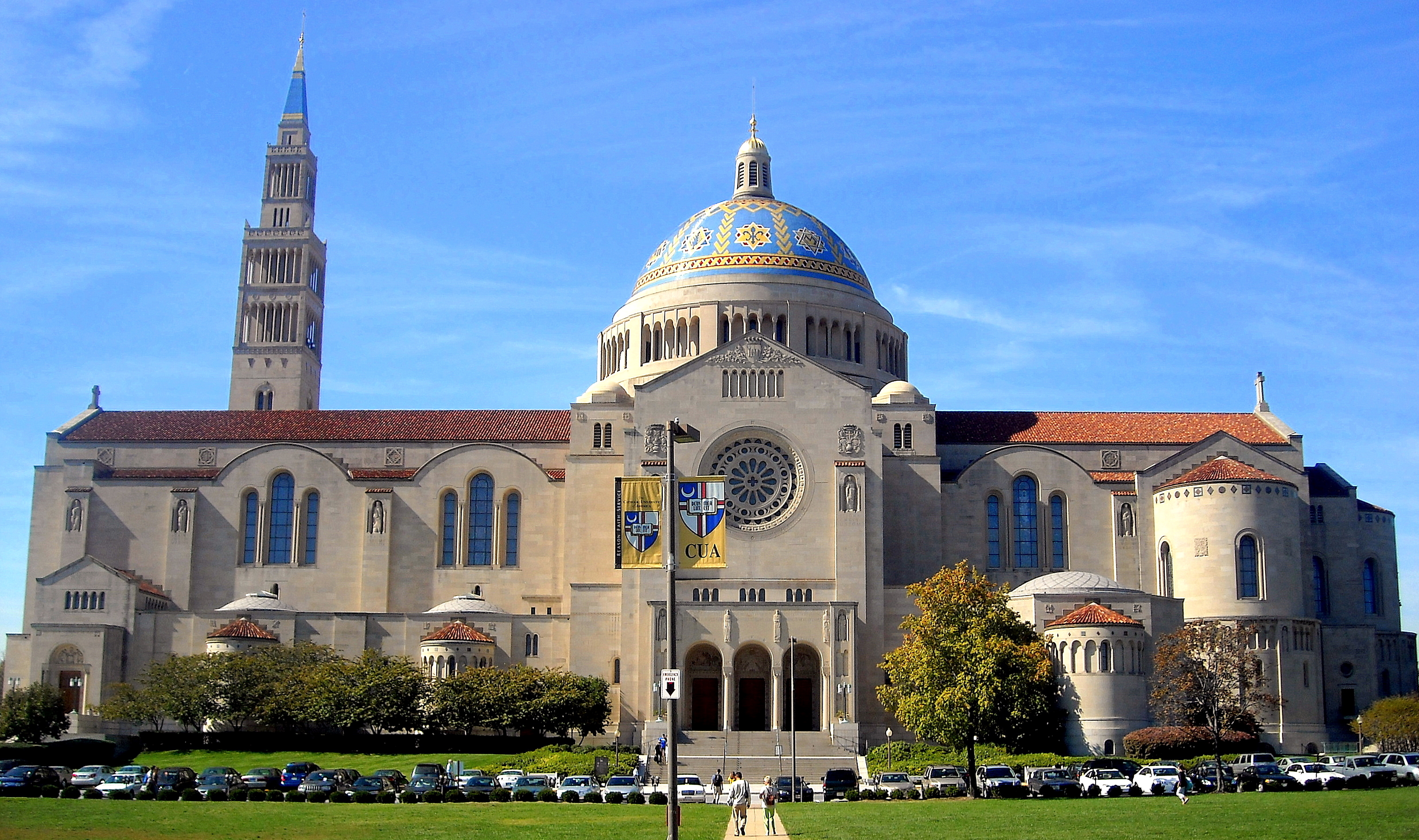

미국의 로마 가톨릭교회는 신대륙 발견 직후인 16세기부터 현재까지 이어오는 미국의 로마 가톨릭교회이다.

## 역사
1513년에 프란치스코회에 의해 처음으로 로마가톨릭이 미국에 전해졌다. 초기 미국의 주류는 청교도를 중심으로 한 개신교였으며, 자연히 로마가톨릭에는 비(非)호의적이었다. 1776년 미국 독립선언으로 종교의 자유가 명시되었으나, 미국에서는 20세기초 차별이 완화될때까지, 로마가톨릭교도에 대해 비호의적인 경우가 많았다. 일부 정치인이 주도한 로마가톨릭교도 관직 박탈운동, 관리채용 배제운동이 일어났으며, 제임스 코일(1873년-1921년) 신부가 피습당해 순교당하는 일도 있었다. 그러나 이에 굴하지 않고 아일랜드, 폴란드, 중남미 등 로마가톨릭 국가들에서 이민 온 사람들이 로마가톨릭의 교세를 확장하였으며, 20세기초 차별이 완화되면서 로마가톨릭교도들은 유일한 출세수단인 법조계 진출을 하였다. 그래서 미국 법조계내 보수주의 대변자들은 로마가톨릭교도들인데, 2005년 감리교 신자인 조지 W. 부시 대통령이 독실한 로마가톨릭 신자 존 로버츠를 대법원장으로 지명한 데 이어, 또 다시 보수 로마가톨릭교도 새뮤얼 알리토를 대법관으로 추천하는등 미국 보수 로마가톨릭과 복음주의 간 연대를 시도했다.
1960년에는 로마가톨릭교도 존 F. 케네디가 로마가톨릭의 영향력 확장을 경계한 개신교 근본주의 신자들의 반발에도 불구하고 대통령으로 당선되기도 하였다.

20세기 후반에 들어서서 국회에서도 로마 가톨릭교회의 영향력이 늘어났다. 한때 상원 책임자였던 조지프 바이든 전 부통령과 전 하원 의장 존 베이너 모두 가톨릭 신자이고, 2012년 기준으로 상하원 의석 435석 중 155명이 가톨릭 신자였다(주요 개신교 교파 중 감리교 61명 장로교 44명).

## 현황
2011년 1월 1일 기준으로 미국에는 가톨릭 신자  6820만 2천여 명이 있다. 이로써 미국은 세계에서 네 번째로 가톨릭 신자가 많은 나라인데, 미국 전체 인구의 약 22%에 해당한다. 전국에 걸쳐 성당 2만여 곳과 선교센터가 있다. 신부 4만 5천여 명이 사목하고, 미국 내 신학대학 189곳에서 신학생 4973명이 사제가 되고자 수업 중이다. 수녀 6만여 명, 수사 4900여 명이 있다. 미국인 추기경은 16명인데 이탈리아에 이어 두 번째로 많다. 미국에는 교구 195개가 있다. 가장 큰 교구는 로스앤젤레스 대교구로  신자 수는 418만 명이다. 미국 가톨릭교회는 교육사업과 병원사업도 활발하다. 2009년 기준으로 초등학교 6133개, 중고등학교 1341개, 대학은 전 대통령 클린턴을 배출한 조지타운 대학교를 비롯하여 노터데임 대학교 등 234개를 운영하고 있다. 병원 수는 562개이다.

## 미디어
수많은 신문이 발행되고 있으며, 그 중 가장 널리 알려진 신문이 '아우어 선데이 비지터'(Our Sunday Visitor)이다. 이 신문은 인디애나주 북서부의 헌팅톤에서 발행되는 주간지로서 1912년에 창간되었고, 전국적으로 약 50만부 정도가 유통되고 있다.
또, 교구별로 주요한 방송국 시설들이 있는데, 가장 유명한 것으로 케이블 텔레비전 방송 채널 EWTN(Eternal Word Television Network)이 있다. EWTN은 1981년에 창립되었으며, 현재  케이블 시스템 4800백여 개로 전 세계 127개국 가정 1억 2300만 이상의 가정에 프로그램을 송출하는 세계 굴지의 규모의 시설이다. EWTN의 본부는 앨라배마주 아이런데일(Irondale)시에 있다. 이러한 모습은 개신교 그중에서도 메가처치 즉, 보수적 복음주의를 추종하는 대형 개신교 교회들에서도 볼 수 있다. 미디어를 비롯한 테크놀로지에 상당히 의존하는 메가처치들은 텔레에반젤리스트라고 불리는 텔레비전 설교자가 출연하는 텔레비전 방송을 통해 자신들을 선전한다. 테크놀로지를 의지하는 것은 개신교와 로마 가톨릭 교회 모두 해당되는 것이다.

## 미국 로마가톨릭교도에 대한 미국 개신교 교인들의 모습
현재 미국 로마가톨릭을 대하는 미국 개신교인들의 태도는 크게 두 가지로 나뉜다. 하나는 로마가톨릭을 그리스도 안의 형제로 존중하는 온건한 모습인데, 침례교 목사 빌리 그레이엄이 대표적인 사례이다. 신복음주의자 그러니까 온건 근본주의자인 빌리 그레이엄 목사는 믿음을 통한 구원을 믿는다면 누구나 대화하는 신복음주의의 특징상, 로마 가톨릭 신자와 진보적 기독교인들과 기꺼이 대화했다. 이와 반대로 로마가톨릭이나 진보적 기독교룰 적대하는 이들도 있다. 밥 존스, 존 라이스 등 기독교 근본주의자들이 빌리 그레이엄이 로마 가톨릭교도와 진보적 개신교인들과 친하게 지내는 모습에 반발하여 결별한 일이 그 사례이다.

## 같이 보기
- 미국의 로마가톨릭교구